# Die schwarze Loo
Die schwarze Loo ist ein deutsches Stummfilmmelodram aus dem Jahre 1917 mit Maria Orska.

## Handlung
Die „schwarze Loo“ ist eine Zigeunerin, die sich als Tänzerin in billigen Kaschemmen ihren Lebensunterhalt verdient. Obdachlos, wird sie eines Tages von einem jungen und talentierten aber bislang weitgehend erfolglosen Komponisten in dessen Haus aufgenommen. Ehe er stirbt, überlässt er dem Mädchen sein künstlerisches Vermächtnis, eine bislang unveröffentlichte Komposition. Wenig später wird Loo die Ehefrau des Kapellmeisters Fred Burchardt, der die unvollendete Komposition fertigstellt und dafür den alleinigen Ruhm einstreichen möchte. Loo aber verlangt, dass der wahre Schöpfer der Melodien genannt wird, woraufhin ihr theatralischer, egozentrischer Ehemann einen Selbstmordversuch unternimmt. Erst als Loo durch Zufall das Testament des Komponisten entdeckt, in dem sie zur Alleinerbin bestellt wurde, ist sie gewillt, der bislang zurückgehaltene Veröffentlichung des Werks zuzustimmen. Damit avanciert die einstige Kaschemmentänzerin Loo zu einer allseits respektierten Gattin eines von der Kritik gefeierten Komponisten.

## Produktionsnotizen
Die schwarze Loo entstand vermutlich im Winter 1916/17 im Greenbaum-Film-Atelier in Berlin-Weißensee und wurde im September 1917 in Berlins Marmorhaus uraufgeführt. Der Vierakter besaß eine Länge von 1389 Metern. 

## Kritik
„Wieder einmal ein höchst effektvoller, glänzend gespielter Film, der den Beschauer vier Akte lang in Spannung hält. (…) Maria Orska, die geniale, temperamentvolle Schauspielerin, bewältigt ihre Rolle mit solcher Verve und zugleich Sorgfalt und Eindruckskraft, dass alles übrige hinter ihr zurücktritt. Auch die Inszenierung und die vorbildliche Photographie trugen zu dem reichen Beifall bei, den der Film erntete.“